# احمد زنده‌روح
احمدرضا زنده‌روح (زاده ۱۸ تیر ۱۳۷۱ در کرمان) بازیکن فوتبال اهل ایران است که در پست هافبک دفاعی برای باشگاه فوتبال مس رفسنجان در لیگ برتر خلیج فارس بازی می‌کند.

## دوران باشگاهی
وی سابقه بازی در تیم های مس کرمان، گسترش فولاد، ماشین‌سازی، گل‌گهر، فجر سپاسی و شمس آذر قزوین را نیز دارد.

### شمس آذر قزوین
وی در دی ۱۴۰۳ با قراردادی به صورت رسمی به تیم شمس آذر قزوین پیوست.